# 李铁 (1911年)
李铁（1911年10月28日—1948年4月），原名郭庆云，曾化名郭云霄，字缦青，山东濟南人，中国共产党早期人物。1948年因城工部事件被中共闽浙赣省委下令杀害，后被追认为革命烈士。
生于平民家庭，就读于国立清华大学、北平師範大學，1936年，成为“中华民族解放先锋队”主要负责人，并于同年6月加入中国共产党。1937年回济南，同年8月南下福建参与中共地下党工作。

## 生平

### 早年
李铁自幼勤奋读书，小学与初中均在济南就读。1919年就读于济南市立薇坦小学，1925年，升入山东省立高级中学（今济南三中），期间他与中国著名水利学者林一山是高中同学。1928年，国民革命军北伐至济南时，五三慘案爆发，李铁在家中被炮弹炸伤，先后住进齐鲁医院和济南医院（今山东省人民医院）。因为此次炮击的重创，李铁自此不再长高，也因此开始怨恨日本。
1930年，在中日关系日渐紧张，两国民族矛盾日益加深时，李铁以“劫后生”“郭缦青”等笔名写下反对国民政府的对日政策，抨击日本帝国主义的文章。1931年“九一八事变”爆发后，他率领的学生一度击败韩复榘的军队占领济南火车站，自济南赴南京，到外交部游行示威。1932年，李铁同时考入清华大学和北平师范大学。

### 在北平的大学时光
李铁最初就读于清华大学，但因校内美国人轻视学生，且学校学费高昂，李铁转而进入北平师范大学地理系，后转专业至历史系。
1935年，李铁带头组织了一二九运动，五日后又发起学生示威，1936年李铁加入中国共产党。是时中华民族解放先锋队（简称“民先”）成立，李铁成为北师大的区队长，引起了校内亲CC派社团“诚社”的注意。后来，李铁险些被诚社的人闹事杀死，校方还欲开除亲共的部分“闹事者”，引起全校乃至全国学联的反对。最终，校方迫于压力撤销该决定。

### 南下福建工作
1937年七七事变爆发，李铁随南下流亡的学生回到济南。8月，中共安排李铁南下至福建福州，任中共福州工委书记。
李铁抵达福州后，建立“民先”总部。1939年第二次反共高潮时，李铁担任闽江工委书记，1940年3月工委改组为特委，李铁仍任书记。1941年，李铁协助福建省委培训党员。
1941年秋，李铁到闽清天儒中学教书，与同为共产党员的教务主任单线联系。1943年，福州被日军占领，李铁到内迁邵武的福州格致中学继续任教。
1945年，中共闽江工委重建，李铁任工委委员、组织部长，庄征为书记。1947年1月20日，李铁当选为中共闽浙赣边区候补委员，同年2月，在新成立的城市工作部（简称“城工部”）中，李铁任副部长，庄征为部长。

### 城工部事件

#### 背景
1947年，中共地下党员孟起被国民政府逮捕，城工部部长庄征提议“假投降”营救之，闽浙赣省委却以此怀疑庄征是国民党特务，将其处死。李铁由是接任城工部部长。
1948年，中共闽东地委书记阮英平在宁德北洋山失踪，在福州的李铁听取时任阮英平书记员陈书琴的汇报后，要求在宁德的党员阮伯琪等人一同寻找，却始终无果。其时，国民党政府又在共产党叛變人士的告密下袭击了沈宗文、罗天喜等人，省委怀疑是城工部出现了问题。

#### 闽浙赣省委对李铁的处理
阮英平的死讯传来后，闽浙赣省委立刻逮捕了李铁，省委干部黄国璋对李铁实施了逼供，迫使其招出要在“五一”前杀害省委干部等供词。但逼供稍有放松后，李铁推翻自己的供词并提出申诉，但黄国璋认为李铁在“耍花招”，这份申诉未被省委书记曾镜冰相信。其后，曾镜冰下令“五一”前处理所有城工部干部。1948年4月，李铁被枪杀于建阳县岩溪村。陈书琴、阮伯琪以及城工部干部曾焕乾、柯海燕等前后127人也被处死。

## 死后平反
1956年，中共中央调查事件真相后，宣布为福建城工部党员平反，李铁亦被授予“烈士”的称号。2013年，中共福建省委党校为庄征、李铁两位烈士发布纪念文集。

## 家庭
李铁有一妻程宝兰，比李铁小十几岁，她受到李铁的影响成为中共地下工作者；李铁还有一位胞妹郭庆娥。